# Barnsdall
Barnsdall è una città della contea di Osage, in Oklahoma. La popolazione al censimento del 2010 era di 1.243 persone residenti.